# 浅村栄斗
浅村 栄斗（あさむら ひでと、1990年11月12日 - ）は、大阪府大阪市東淀川区出身のプロ野球選手（内野手）。右投右打。東北楽天ゴールデンイーグルス所属。

## 経歴

### プロ入り前
3人兄弟の末弟。大阪市立井高野小学校4年からソフトボールを始め、大阪市立井高野中学校1年から硬式の都島ボーイズで野球を始める。中学時代は特に目立った選手ではなかったが、次兄（中村剛也、岩田稔らと同学年）が大阪桐蔭の野球部出身であったため、父親が同校野球部監督の西谷浩一に栄斗のプレーを見て欲しいと連絡し、プレーを見た西谷の判断で入学が決まった。
大阪桐蔭高等学校では1年秋からベンチ入り。第79回選抜高等学校野球大会ではベンチ入りできなかったものの、2年夏からは二塁手で背番号14ながらも全試合レギュラーとして出場。最高学年となった新チームがスタートすると遊撃手を守るようになり、2008年の第90回全国高等学校野球選手権記念大会に出場。「1番・遊撃手」として全6試合に出場、29打数16安打（2本塁打）、守備でも好プレーと攻守にわたる活躍で大阪桐蔭高校の優勝に貢献。1回戦の大分県立日田林工高等学校戦で5安打を記録し、2回戦の金沢高等学校戦では2本塁打を記録した。守備面でも10回に中堅に抜けようかという打球を好捕、ノーバウンドスローで一塁に送球しアウトとした。決勝の常葉学園菊川高等学校戦では7回の守備で無死二塁で投手のグラブを掠めた打球を三塁に送球しアウトをとるなど美技といわれる守備で注目された。高校最後の打席もレフトスタンドへのソロ本塁打を記録した。高校通算22本塁打。
2008年10月30日に行われたプロ野球ドラフト会議で埼玉西武ライオンズから3位指名を受け、契約金5000万円、年俸600万円で仮契約を結んだ。背番号は32。

### 西武時代

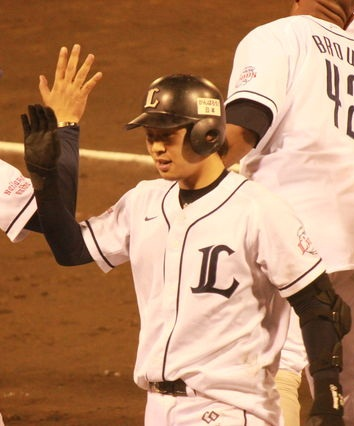
2011年、県営大宮球場にて

2009年（1年目）は一軍出場なし。
2010年3月31日の福岡ソフトバンクホークス戦で代打としてプロ入り初出場。左翼線への適時二塁打を放ちプロ入り初安打・初打点を記録した。2010年8月10日の東北楽天ゴールデンイーグルス戦でプロ入り初本塁打、そこから約2か月後の9月26日の公式戦最終戦では先制の2号2点本塁打を打った。また、この2本の本塁打はどちらもクリネックススタジアム宮城で記録している。
2011年は開幕スタメン入りを果たし、レギュラーの座を1年間守った。守備位置は固定されず、外野もこなした。オープン戦では片岡易之の出遅れのため片岡の復帰まで主に二塁手として試合に出場、片岡が復帰してから交流戦までは主に一塁手、交流戦の指名打者が使えない試合では一塁に回るホセ・フェルナンデスのために左翼手を務めることになった。交流戦明けからは他の選手の入れ替わりにより、一塁手、二塁手、三塁手、左翼手に加え右翼手としての出場も記録。中盤は打撃の調子を落としたが、再び一塁手に固定された10月は打率が.460とリーグトップの成績を残し、初の月間MVPを獲得した。
2012年は開幕を一軍で迎えたが、打撃不振に陥り5月21日に二軍落ちした。一軍再昇格後は打撃が復調し、8月に栗山巧が左手の負傷で離脱後は、シーズン終了まで1番打者として起用された。
2013年は開幕からしばらく一塁手で起用された。遊撃手を任せられることもあったが、失策が多くほぼ一塁手専任になると共に離脱中の中村剛也の代役として4番打者を任されるようになった。5月29日の対横浜DeNAベイスターズ戦でプロ入り後初めて4番打者を務めたことによって、一軍公式戦の先発で全ての打順を経験する。4番起用2試合目となった東京ヤクルトスワローズ戦（5月31日）では、2年ぶりのサヨナラ本塁打を含む自身初の1試合2本塁打を記録した。7月には月間打率.395と6本塁打で自身2度目の月間MVPを受賞。9月26日の対東北楽天ゴールデンイーグルス戦（西武ドーム）では日本プロ野球最年少タイ（史上4人目、23歳）で100打点を達成。最終的に110打点を挙げ、平成生まれで初の打点王を獲得した。オフの11月に台湾で開催された「2013 BASEBALL CHALLENGE 日本 VS チャイニーズ・タイペイ」の日本代表に選出された。
2014年から守備位置を二塁に移す。中村剛也が故障により出遅れ、開幕当初は4番を務めた。5月21日の読売ジャイアンツ戦で村田修一のフライを追いかけ、右翼手の木村文紀と交錯。数日後に左足に痛みを覚えるもノーステップ打法に切り替え出場を続け、6月3日時点でチームトップの8本塁打、32打点を記録していたが、6月5日に登録を抹消された。7月15日の北海道日本ハムファイターズ戦にて復帰を果たすも、前年の約半分の14本塁打、55打点に終わった。シーズンオフの11月4日には左肩のクリーニング手術を受けた。
2015年は開幕から3番打者として出場。前半戦打率3割維持も後半戦に入り調子を落とし、結果は打率.270、本塁打は前年以下の13本塁打でシーズン終了。9月10日に第1回WBSCプレミア12の日本代表候補に選出された。契約更改で2200万円アップの1億円（推定）プラス出来高でサインした。
2016年のシーズン序盤は31打席無安打など、打率が1割台と打撃不振に陥ったが、5月から調子を上げた。オールスターゲーム第2戦で記録した本塁打がオールスターゲーム通算400号となった。8月はパ・リーグ1位の38安打を記録し、2013年8月以来3回目の月間MVPを受賞。最終的に「打率.309（リーグ3位）、24本塁打（リーグ6位）」の成績を残して、二塁手としては自身初めてのベストナインを受賞した。オフに背番号を中島宏之の退団以来空き番となっていた3に変更した。11月24日、スポンサー向けのパーティーの席上で、2017年シーズンのキャプテンに指名される。
2017年5月20日のソフトバンク戦で中田賢一から通算100本塁打、9月28日のソフトバンク戦で寺原隼人から左前に適時打を打ち、通算1000安打を達成。平成生まれの1000安打到達者第1号となった。契約更改で5500万円増の推定年俸2億1000万円でサインし、球団からは複数年契約を提示されたが「甘えを持ってやりたくない」と1年契約を選んだ。
2018年10月3日の日本ハム戦で逆転の31号2点本塁打を打ち、シーズン打点を124に伸ばしてリーグ単独トップとなり、2001年のアレックス・カブレラ、2015年の中村剛也と並ぶ球団タイ記録となった。10月4日の千葉ロッテマリーンズ戦で有吉優樹から適時二塁打を打ち、球団新記録となるシーズン125打点を記録。全143試合に出場して、打率.310 32本塁打 127打点という成績で安打・本塁打・打点はキャリアハイを記録し、球団に所属する日本人選手で初めて「3割・30本塁打・100打点」達成者となった。オフの11月5日、国内フリーエージェント権行使を球団に通知した。所属先である西武の他にソフトバンク、東北楽天ゴールデンイーグルス、オリックス・バファローズが獲得意思を示し、交渉を行っていた。

### 楽天時代
2018年11月21日、楽天への入団が発表された。背番号は西武時代に引き続き3。4年総額20億円（推定）で、楽天史上最高額の大型契約を結んだ。
2019年4月17日の埼玉西武ライオンズ戦で通算150本塁打を達成。最終的には球団で唯一となる全試合に出場し、キャリアハイである33本塁打を記録したが、キャリアワーストを大きく更新する162三振を記録した。クライマックスシリーズでは史上初の3試合連続本塁打を含む計4本塁打で新記録を達成した。オフの11月に開催された第2回WBSCプレミア12の日本代表に選出された。
2020年は新型コロナウイルスの影響で120試合制となる。6月27日の日本ハム戦の5回に楽天は一挙10得点の猛攻を見せ、浅村は1度目の打席で3点本塁打、2度目の打席で2点二塁打を打ち、球団新記録の1イニング5打点を記録した。さらに8回にも2点二塁打を打ち、球団タイ記録となる1試合7打点を記録した。浅村の7打点は2017年5月12日のオリックス戦以来2度目。9月22日のロッテ戦では自身初の1試合3本塁打、再び球団記録タイの1試合7打点を記録。楽天での1試合3本塁打は2017年にジャフェット・アマダーが記録して以来となった。中田翔とのデッドヒートを繰り返しながら最終的には打率.280、32本塁打、104打点を記録し、自身初の本塁打王を獲得した。球団では2007年の山﨑武司以来13年ぶりの快挙となった。
2021年、6月10日の中日ドラゴンズ戦で通算1500安打を達成した。平成生まれでの1500安打は史上初の快挙となった。30歳6か月での1500安打達成は藤田平、大村直之と共に並ぶ歴代10位タイの年少記録となった。ただ、本塁打王を獲得した前年からは一転して長打の少なさに悩まされ、打率と出塁率は依然として高かったことから西武時代の2016年以来となる2番打者で起用されることもあった。オールスターゲームのファン投票では二塁手部門で256,840票を集め1位選出、選手間投票でも1位選出されたものの、7月15日に受けたコロナウイルスワクチン接種による副作用で体調不良となり、オールスターゲームを2戦とも欠場した。東京オリンピックの代表にも選出され、正一塁手として金メダル獲得に貢献した。レギュラーシーズン再開後は8月下旬から安打が出ない状態が続き、9月3日の西武戦でも3打数無安打で16打数連続無安打。さらに第3打席を終えた直後、7回表の守備からベンチに退き、翌4日の試合では移籍後3年目で初となるベンチスタートとなった。9月8日にスタメン復帰を果たすも同月は月間打率.188と不調が続いた。シーズン最終盤には3本塁打を含む5試合連続安打を記録したが、レギュラーシーズン最後の2試合を無安打で終えるとクライマックスシリーズファーストステージでも2試合で8打数1安打、0打点と振るわず、チームも敗退した。この年は全試合出場こそ達成したものの打率.269、18本塁打、67打点という成績にとどまった。
2022年、新型コロナウイルスが猛威を振るって多くの選手が戦線離脱する中、リーグ唯一の全試合出場を達成、27本塁打はリーグ2位、86打点はリーグ3位となった。4月30日の対ソフトバンク戦（楽天生命パーク）では6-6の同点で迎えた延長11回二死二・三塁の打席で津森宥紀からサヨナラ安打、6月8日の対広島東洋カープ戦（楽天生命パーク）では両者無得点で迎えた延長10回一死二塁の打席で松本竜也からサヨナラ二塁打とシーズンでは2度のサヨナラ打を放った。シーズン終了後、再取得したFA権を行使せず残留することを表明した。4年総額20億円の大型契約を新たに結んだ。12月16日に2023年からキャプテンに就任した。
2023年、開幕から5月上旬までは打率1割台と結果を残せなかったが、6月は8日の対阪神タイガース戦（楽天モバイルパーク）、9 - 10日の対中日戦（楽天モバイルパーク）で3試合連続適時打を放ち、チーム3連勝に貢献。7月は月間打率.395、9本塁打、24打点の成績で月間MVPに選出された。8月30日の対西武戦（楽天モバイルパーク）では1点を追う9回無死一・二塁の打席で増田達至から逆転サヨナラ3点本塁打を放ち、9月13日に8月度の「月間スカパーサヨナラ賞」に選出された。翌14日の対オリックス戦（楽天モバイルパーク）で松井稼頭央を抜く1144試合連続出場のパ・リーグ最多連続試合出場を達成した。シーズンではグレゴリー・ポランコ（ロッテ）、近藤健介（ソフトバンク）と並ぶ26本塁打で自身2度目の本塁打王を獲得した。
2024年は、同年から監督に就任した今江敏晃の意向で体の負担を減らすため、二塁手から三塁手に転向する。交流戦前後で不振に陥り、スタメンを外れる試合もあったが、全試合に出場し打率.253、14本塁打、60打点を記録した。2年務めたキャプテンについては同年をもって廃止された。
2025年は、同年から監督に就任した三木肇の意向で一塁手に転向し、開幕戦には「5番・一塁手」として先発出場した。その後、自己最長となる35打席連続無安打を喫するなどの不振に陥り、5月20日の対西武戦（きたぎんボールパーク）で同年初めてスタメンから外れ、この試合では最後まで出場機会がなかったため、西武時代の2015年8月8日（対オリックス戦）から続いていた連続試合出場が1346で止まった（パ・リーグ1位、NPB歴代4位）。5月24日の対日本ハム戦（楽天モバイルパーク宮城）で1回裏に山﨑福也から右前へ適時打を放ち、NPB史上56人目となる通算2000安打を達成。34歳6か月での達成は史上7番目に若く、平成生まれの選手としては初の達成となった。また、大阪桐蔭高等学校野球部出身者としては投手・野手を含め史上初の名球会入会資格者となった。

## 選手としての特徴

### 打撃

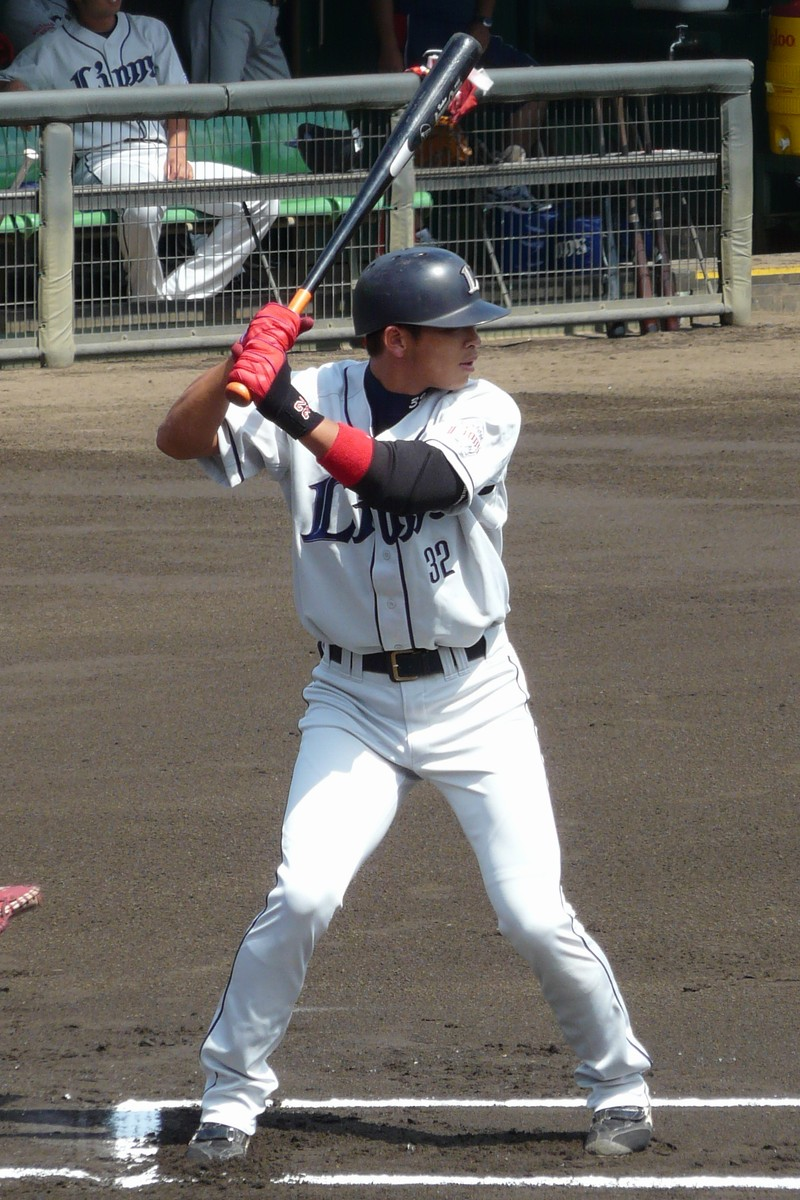
西武時代
（2009年8月27日 読売ジャイアンツ球場にて）

リーグ屈指の勝負強さを誇る強打者。元々は中距離打者であったが、2018年の交流戦後、打率向上のため飛距離を求めて打撃フォームを改造。「肩を下げる」イメージで構える新しいフォームが功を成し、長打を量産するようになった。なお、浅村自身は「自分がホームランバッターだとは一度も考えたことはない。『ヒットの延長がホームラン』というイメージでやっている」と語っている。
「今シーズンの序盤、良かったと思うのは積極的にバットが振れていたところ。ファーストストライクから思い切りバットを振っていくのが自分の長所だと思っているので、それを変えずにプレーできたのが良い成績につながったんじゃないでしょうか。でも、今のところはうまくいっているというだけ。何度も対戦したらどうなるかは分かりません」と語っている(2011年の記事による)。初球スイング率は2012年にリーグ2位、2013年にリーグトップを記録。2013年のファーストストライクの打率は.363を誇った。
2018年に記録した32本塁打の半分が中堅より右への打球であることから、広角に強い打球を打つことができる。

### 走塁・守備
元々は遊撃手であったが、プロ入り後は一塁手や二塁手として出場する機会が多い。
2011年の若手時代、コーチを務めていた鈴木康友からは「入団したときから守備のうまさはずば抜けていました。おそらく今、12球団で最も動きのいい野手だと思う。」と評価されていた。2013年は一塁手として136試合に出場。守備率は.997を記録し、UZRは16.4を記録した（いずれも一塁手としての記録）。高校生時で50メートル走のタイムは6秒2、遠投100メートル。
また西武時代には外野手としての出場経験もあり、2000安打達成時点で公式戦において投手と捕手以外の全ポジションを各20試合以上守った唯一の選手となっている。

## 人物
2019年11月17日にフリーアナウンサーの淡輪ゆきと結婚することを発表し、同年12月21日に入籍し挙式を行なった。2021年12月24日に第一子となる女児が誕生したことを発表した。
愛称は「アサ」、「ヒデ」。
目指す選手像について、「トリプルスリーを出来るような選手ですね。全てパーフェクトにやりたいというか、全部でトップクラスになりたいんです。」と語っている。
尊敬する選手として、松井稼頭央の名前を挙げている。子供の頃、野球ゲームをする際には、必ず松井のいる西武でプレーしていた。西武入団時から2016年まで浅村の付けていた背番号「32」は、松井が入団から一軍の正遊撃手の座を得るまで付けていた背番号である。浅村にとっては松井は背番号「7」の印象が強いが、入団の際に浅村は球団関係者から「松井さんが入団時に付けていた背番号だから」と言われたという。西武入団後は、チームの先輩である中島裕之に憧れを持つようになり、春期キャンプ前の自主トレでは「中島組」とプリントされたTシャツを着込んで練習を共にしていた。2012年オフに中島がFA海外移籍で退団となり、翌2013年に浅村は一塁手のレギュラーとして活躍。オフに浅村は中島が付けていた背番号「3」への変更を期待していたが、球団は時期尚早と判断し、見送りとなった。浅村はこの時、ショックを受けたという。その後もレギュラーとして活躍し、2015年のオフに球団から「3」への変更を打診されるも、今度は浅村が「まだまだ付けられない」と固辞した。翌2016年に浅村は納得した成績を残すと、オフに晴れて「3」に変更となった。
2013年シーズンより、用具でナイキ社と契約。稲葉篤紀モデルのバットを高山久から借り、重量バランスを気に入り、同様のモデルを、当時契約していたSSK社が受注していたが、2013年からは、ナイキ社から同モデルを供給されることとなった。
埼玉西武ライオンズ球団シニアディレクターの渡辺久信によれば、浅村がライオンズのキャプテンに指名された時、「（主将にして）大丈夫なんですか?」と驚いたのが恩師である大阪桐蔭監督の西谷浩一であったとのこと。
東京オリンピック 野球日本代表（侍ジャパン）として金メダルを獲得した栄誉をたたえ、2022年1月28日、大阪市東淀川区の大阪メトロ井高野駅2番出口付近に記念のゴールドポスト（第57号）が設置された（ゴールドポストプロジェクト）。

## 詳細情報

### 年度別打撃成績
| 年 度      | 球 団      | 試 合 | 打 席 | 打 数 | 得 点 | 安 打 | 二 塁 打 | 三 塁 打 | 本 塁 打 | 塁 打 | 打 点 | 盗 塁 | 盗 塁 死 | 犠 打 | 犠 飛 | 四 球 | 敬 遠 | 死 球 | 三 振 | 併 殺 打 | 打 率 | 出 塁 率 | 長 打 率 | O P S |
| ---------- | ---------- | ----- | ----- | ----- | ----- | ----- | -------- | -------- | -------- | ----- | ----- | ----- | -------- | ----- | ----- | ----- | ----- | ----- | ----- | -------- | ----- | -------- | -------- | ----- |
| 2010       | 西武       | 30    | 55    | 42    | 11    | 11    | 1        | 1        | 2        | 20    | 9     | 2     | 0        | 1     | 1     | 8     | 0     | 3     | 8     | 2        | .262  | .407     | .476     | .884  |
| 2011       | 西武       | 137   | 498   | 437   | 48    | 117   | 17       | 3        | 9        | 167   | 45    | 7     | 2        | 18    | 3     | 37    | 1     | 3     | 52    | 8        | .268  | .327     | .382     | .709  |
| 2012       | 西武       | 114   | 459   | 404   | 52    | 99    | 18       | 7        | 7        | 152   | 37    | 13    | 6        | 13    | 4     | 34    | 0     | 4     | 63    | 9        | .245  | .307     | .376     | .683  |
| 2013       | 西武       | 144   | 620   | 543   | 85    | 172   | 38       | 5        | 27       | 301   | 110   | 14    | 8        | 7     | 4     | 61    | 3     | 5     | 88    | 9        | .317  | .388     | .554     | .943  |
| 2014       | 西武       | 118   | 501   | 440   | 52    | 120   | 19       | 1        | 14       | 183   | 55    | 3     | 5        | 0     | 8     | 47    | 2     | 6     | 100   | 8        | .273  | .345     | .416     | .761  |
| 2015       | 西武       | 141   | 627   | 537   | 88    | 145   | 19       | 2        | 13       | 207   | 81    | 12    | 9        | 2     | 7     | 69    | 0     | 12    | 136   | 13       | .270  | .362     | .385     | .747  |
| 2016       | 西武       | 143   | 611   | 557   | 73    | 172   | 40       | 0        | 24       | 284   | 82    | 8     | 6        | 3     | 6     | 38    | 0     | 7     | 108   | 18       | .309  | .357     | .510     | .867  |
| 2017       | 西武       | 143   | 633   | 574   | 78    | 167   | 34       | 1        | 19       | 260   | 99    | 5     | 1        | 1     | 6     | 44    | 0     | 8     | 96    | 17       | .291  | .347     | .453     | .799  |
| 2018       | 西武       | 143   | 640   | 565   | 104   | 175   | 27       | 0        | 32       | 298   | 127   | 4     | 2        | 0     | 5     | 68    | 4     | 2     | 105   | 18       | .310  | .383     | .527     | .910  |
| 2019       | 楽天       | 143   | 635   | 529   | 93    | 139   | 26       | 2        | 33       | 268   | 92    | 1     | 1        | 0     | 9     | 93    | 9     | 4     | 162   | 12       | .263  | .372     | .507     | .878  |
| 2020       | 楽天       | 120   | 529   | 432   | 72    | 121   | 25       | 0        | 32       | 242   | 104   | 1     | 1        | 0     | 2     | 91    | 2     | 4     | 111   | 15       | .280  | .408     | .560     | .969  |
| 2021       | 楽天       | 143   | 595   | 483   | 70    | 130   | 18       | 1        | 18       | 204   | 67    | 1     | 0        | 0     | 7     | 101   | 5     | 4     | 96    | 24       | .269  | .395     | .422     | .817  |
| 2022       | 楽天       | 143   | 633   | 532   | 73    | 134   | 17       | 0        | 27       | 232   | 86    | 4     | 3        | 0     | 4     | 92    | 7     | 5     | 137   | 13       | .252  | .365     | .436     | .801  |
| 2023       | 楽天       | 143   | 601   | 522   | 64    | 143   | 20       | 0        | 26       | 241   | 78    | 2     | 1        | 0     | 1     | 75    | 4     | 3     | 108   | 9        | .274  | .368     | .462     | .829  |
| 2024       | 楽天       | 143   | 552   | 471   | 51    | 119   | 19       | 0        | 14       | 180   | 60    | 1     | 2        | 0     | 9     | 68    | 4     | 4     | 101   | 12       | .253  | .346     | .382     | .728  |
| 通算：15年 | 通算：15年 | 1948  | 8189  | 7068  | 1014  | 1964  | 338      | 23       | 297      | 3239  | 1132  | 78    | 47       | 45    | 76    | 926   | 41    | 74    | 1471  | 187      | .278  | .364     | .458     | .822  |

- 2024年度シーズン終了時
- 各年度の太字はリーグ最高

### 年度別打撃成績所属リーグ内順位
| 年 度 | 年 齢 | リ ｜ グ   | 打 率 | 安 打 | 二 塁 打 | 三 塁 打 | 本 塁 打 | 打 点 | 盗 塁 | 出 塁 率 |
| ----- | ----- | ---------- | ----- | ----- | -------- | -------- | -------- | ----- | ----- | -------- |
| 2010  | 20    | パ・リーグ | -     | -     | -        | -        | -        | -     | -     | -        |
| 2011  | 21    | パ・リーグ | -     | -     | -        | -        | -        | -     | -     | -        |
| 2012  | 22    | パ・リーグ | -     | -     | -        | 2位      | -        | -     | -     | -        |
| 2013  | 23    | パ・リーグ | 5位   | 3位   | 1位      | 5位      | 4位      | 1位   | -     | 7位      |
| 2014  | 24    | パ・リーグ | -     | -     | -        | -        | -        | -     | -     | -        |
| 2015  | 25    | パ・リーグ | -     | 8位   | -        | -        | -        | 9位   | -     | -        |
| 2016  | 26    | パ・リーグ | 3位   | 2位   | 1位      | -        | 6位      | 8位   | -     | -        |
| 2017  | 27    | パ・リーグ | 6位   | 2位   | 2位      | -        | -        | 2位   | -     | -        |
| 2018  | 28    | パ・リーグ | 5位   | 2位   | 9位      | -        | 3位      | 1位   | -     | 7位      |
| 2019  | 29    | パ・リーグ | -     | -     | 10位     | -        | 3位      | 5位   | -     | 9位      |
| 2020  | 30    | パ・リーグ | 9位   | 8位   | 4位      | -        | 1位      | 2位   | -     | 5位      |
| 2021  | 31    | パ・リーグ | -     | -     | -        | -        | 9位      | 10位  | -     | 4位      |
| 2022  | 32    | パ・リーグ | -     | 5位   | -        | -        | 2位      | 3位   | -     | 5位      |
| 2023  | 33    | パ・リーグ | 8位   | 3位   | -        | -        | 1位      | 3位   | -     | 5位      |
| 2024  | 34    | パ・リーグ | -     | -     | -        | -        | 10位     | 6位   | -     | 4位      |

- -は10位未満（打率、出塁率は規定打席未到達の場合も-と表記）

### WBSCプレミア12での打撃成績
| 年 度 | 代 表 | 試 合 | 打 席 | 打 数 | 得 点 | 安 打 | 二 塁 打 | 三 塁 打 | 本 塁 打 | 塁 打 | 打 点 | 盗 塁 | 盗 塁 死 | 犠 打 | 犠 飛 | 四 球 | 敬 遠 | 死 球 | 三 振 | 併 殺 打 | 打 率 | 出 塁 率 | 長 打 率 |
| ----- | ----- | ----- | ----- | ----- | ----- | ----- | -------- | -------- | -------- | ----- | ----- | ----- | -------- | ----- | ----- | ----- | ----- | ----- | ----- | -------- | ----- | -------- | -------- |
| 2019  | 日本  | 7     | 29    | 25    | 1     | 9     | 3        | 0        | 0        | 12    | 6     | 0     | 0        | 0     | 1     | 4     | 0     | 0     | 3     | 0        | .360  | .450     | .400     |

### オリンピックでの打撃成績
| 年 度 | 代 表 | 試 合 | 打 席 | 打 数 | 得 点 | 安 打 | 二 塁 打 | 三 塁 打 | 本 塁 打 | 塁 打 | 打 点 | 盗 塁 | 盗 塁 死 | 犠 打 | 犠 飛 | 四 球 | 敬 遠 | 死 球 | 三 振 | 併 殺 打 | 打 率 | 出 塁 率 | 長 打 率 | O P S |
| ----- | ----- | ----- | ----- | ----- | ----- | ----- | -------- | -------- | -------- | ----- | ----- | ----- | -------- | ----- | ----- | ----- | ----- | ----- | ----- | -------- | ----- | -------- | -------- | ----- |
| 2021  | 日本  | 5     | 21    | 17    | 3     | 5     | 2        | 0        | 0        | 7     | 1     | 0     | 0        | 0     | 0     | 4     | 0     | 0     | 8     | 0        | .294  | .429     | .412     | .840  |

### 年度別守備成績
内野守備
| 年 度 | 球 団 | 一塁  | 一塁  | 一塁  | 一塁  | 一塁  | 一塁     | 二塁  | 二塁  | 二塁  | 二塁  | 二塁  | 二塁     | 三塁  | 三塁  | 三塁  | 三塁  | 三塁  | 三塁     | 遊撃  | 遊撃  | 遊撃  | 遊撃  | 遊撃  | 遊撃     |
| 年 度 | 球 団 | 試 合 | 刺 殺 | 補 殺 | 失 策 | 併 殺 | 守 備 率 | 試 合 | 刺 殺 | 補 殺 | 失 策 | 併 殺 | 守 備 率 | 試 合 | 刺 殺 | 補 殺 | 失 策 | 併 殺 | 守 備 率 | 試 合 | 刺 殺 | 補 殺 | 失 策 | 併 殺 | 守 備 率 |
| ----- | ----- | ----- | ----- | ----- | ----- | ----- | -------- | ----- | ----- | ----- | ----- | ----- | -------- | ----- | ----- | ----- | ----- | ----- | -------- | ----- | ----- | ----- | ----- | ----- | -------- |
| 2010  | 西武  | -     | -     | -     | -     | -     | -        | 1     | 1     | 6     | 0     | 1     | 1.000    | 8     | 2     | 8     | 1     | 1     | .909     | 9     | 12    | 32    | 0     | 9     | 1.000    |
| 2011  | 西武  | 84    | 625   | 21    | 4     | 51    | .994     | 10    | 11    | 13    | 1     | 3     | .960     | 3     | 0     | 1     | 0     | 0     | 1.000    | -     | -     | -     | -     | -     | -        |
| 2012  | 西武  | 71    | 488   | 23    | 4     | 29    | .992     | 56    | 143   | 135   | 10    | 28    | .965     | -     | -     | -     | -     | -     | -        | -     | -     | -     | -     | -     | -        |
| 2013  | 西武  | 136   | 1086  | 87    | 3     | 85    | .997     | 10    | 9     | 15    | 0     | 2     | 1.000    | -     | -     | -     | -     | -     | -        | 12    | 13    | 21    | 4     | 4     | .895     |
| 2014  | 西武  | -     | -     | -     | -     | -     | -        | 88    | 206   | 265   | 8     | 59    | .983     | 33    | 16    | 48    | 4     | 0     | .941     | -     | -     | -     | -     | -     | -        |
| 2015  | 西武  | -     | -     | -     | -     | -     | -        | 141   | 339   | 472   | 14    | 99    | .983     | -     | -     | -     | -     | -     | -        | -     | -     | -     | -     | -     | -        |
| 2016  | 西武  | 1     | 3     | 0     | 0     | 1     | 1.000    | 142   | 347   | 450   | 10    | 110   | .988     | -     | -     | -     | -     | -     | -        | -     | -     | -     | -     | -     | -        |
| 2017  | 西武  | 55    | 162   | 8     | 0     | 13    | 1.000    | 137   | 277   | 391   | 12    | 82    | .982     | -     | -     | -     | -     | -     | -        | -     | -     | -     | -     | -     | -        |
| 2018  | 西武  | 5     | 0     | 0     | 0     | 1     | 1.000    | 142   | 279   | 412   | 12    | 99    | .983     | -     | -     | -     | -     | -     | -        | -     | -     | -     | -     | -     | -        |
| 2019  | 楽天  | 3     | 3     | 0     | 0     | 0     | 1.000    | 136   | 285   | 365   | 7     | 67    | .989     | -     | -     | -     | -     | -     | -        | -     | -     | -     | -     | -     | -        |
| 2020  | 楽天  | -     | -     | -     | -     | -     | -        | 88    | 167   | 214   | 4     | 37    | .990     | -     | -     | -     | -     | -     | -        | -     | -     | -     | -     | -     | -        |
| 2021  | 楽天  | -     | -     | -     | -     | -     | -        | 126   | 233   | 329   | 8     | 55    | .986     | -     | -     | -     | -     | -     | -        | -     | -     | -     | -     | -     | -        |
| 2022  | 楽天  | -     | -     | -     | -     | -     | -        | 111   | 194   | 285   | 6     | 42    | .988     | -     | -     | -     | -     | -     | -        | -     | -     | -     | -     | -     | -        |
| 2023  | 楽天  | 3     | 2     | 3     | 0     | 0     | 1.000    | 73    | 126   | 216   | 7     | 28    | .980     | -     | -     | -     | -     | -     | -        | -     | -     | -     | -     | -     | -        |
| 2024  | 楽天  | -     | -     | -     | -     | -     | -        | -     | -     | -     | -     | -     | -        | 99    | 60    | 154   | 9     | 17    | .960     | -     | -     | -     | -     | -     | -        |
| 通算  | 通算  | 358   | 2369  | 142   | 11    | 180   | .996     | 1261  | 2617  | 3568  | 99    | 718   | .984     | 143   | 78    | 211   | 14    | 18    | .954     | 21    | 25    | 53    | 4     | 13    | .951     |

外野守備
| 年 度 | 球 団 | 外野  | 外野  | 外野  | 外野  | 外野  | 外野     |
| 年 度 | 球 団 | 試 合 | 刺 殺 | 補 殺 | 失 策 | 併 殺 | 守 備 率 |
| ----- | ----- | ----- | ----- | ----- | ----- | ----- | -------- |
| 2011  | 西武  | 68    | 110   | 3     | 3     | 1     | .974     |
| 2012  | 西武  | 4     | 6     | 0     | 1     | 0     | .857     |
| 通算  | 通算  | 72    | 116   | 3     | 4     | 1     | .967     |

- 2024年度シーズン終了時
- 各年度の太字はリーグ最高
- 太字年はゴールデングラブ賞受賞

### タイトル
- 本塁打王：2回（2020年、2023年[60]）
- 打点王：2回（2013年、2018年）※2013年は平成生まれ初の獲得

### 表彰
- ベストナイン：8回（一塁手部門：2013年、二塁手部門：2016年 - 2020年、2022年、2023年）※2013年は鈴木大地、中田翔と共に平成生まれ初の受賞。二塁手部門を5年連続は歴代2位タイ（他に高木守道）かつパ・リーグ最長、二塁手として7度受賞は歴代1位タイ（他に千葉茂、高木守道）かつパ・リーグ最多
- ゴールデングラブ賞：2回（一塁手部門：2013年、二塁手部門：2019年）※2013年は菊池涼介、丸佳浩と共に平成生まれ初の受賞
- 月間MVP：5回（打者部門：2011年10月[96]、2013年7月[97]、2016年8月[98]、2020年9月[99]、2023年7月[100][56]）
- スカパー! ドラマティック・サヨナラ賞年間大賞：1回（2013年[101]）
- 月間サヨナラ賞：4回（2013年5月[102]、2013年8月[103]、2022年3・4月[104][105]、2023年8月[106][58]）
- オールスターゲーム敢闘選手賞：2回（2016年第2戦[107]、2018年第2戦[108]）

### 記録
初記録
- 初出場・初打席・初安打・初打点：2010年3月31日、対福岡ソフトバンクホークス2回戦（西武ドーム）、8回裏に佐藤友亮の代打として出場、岩嵜翔から左翼線適時二塁打
- 初先発出場：2010年4月18日、対北海道日本ハムファイターズ6回戦（西武ドーム）、「8番・遊撃手」として先発出場
- 初盗塁：2010年8月6日、対福岡ソフトバンクホークス16回戦（西武ドーム）、8回裏に二盗（投手：森福允彦、捕手：田上秀則）
- 初本塁打：2010年8月10日、対東北楽天ゴールデンイーグルス14回戦（クリネックススタジアム宮城）、6回表に山村宏樹から左越ソロ[109]

節目の記録
- 100本塁打：2017年5月20日、対福岡ソフトバンクホークス8回戦（メットライフドーム）、2回裏に中田賢一から左越3ラン ※史上282人目[110]
- 1000安打：2017年9月28日、対福岡ソフトバンクホークス25回戦（福岡 ヤフオク!ドーム）、7回表に寺原隼人から左前適時打 ※史上290人目[111]、平成生まれ初[112]
- 1000試合出場：2018年5月6日、対東北楽天ゴールデンイーグルス9回戦（楽天生命パーク宮城）、「3番・二塁手」で先発出場 ※史上491人目[113]
- 150本塁打：2019年4月17日、対埼玉西武ライオンズ4回戦（楽天生命パーク宮城）、5回裏に本田圭佑から左越3ラン ※史上172人目[114]
- 200本塁打：2020年9月4日、対オリックス・バファローズ10回戦（楽天生命パーク宮城）、6回裏に山岡泰輔から中越ソロ ※史上108人目
- 1000三振：2020年10月1日、対福岡ソフトバンクホークス21回戦（楽天生命パーク宮城）、4回裏に石川柊太から空振り三振 ※史上71人目
- 1500安打：2021年6月10日、対中日ドラゴンズ3回戦（楽天生命パーク宮城）、6回裏に藤嶋健人から右前安打 ※史上130人目、平成生まれ初[115]
- 1500試合出場：2021年9月30日、対北海道日本ハムファイターズ22回戦（楽天生命パーク宮城）、「3番・二塁手」で先発出場 ※史上198人目、平成生まれ初[116]
- 250本塁打：2022年8月19日、対千葉ロッテマリーンズ18回戦（楽天生命パーク宮城）、5回裏に佐々木朗希から右越ソロ ※史上67人目[117]
- 1000試合連続出場：2022年9月7日、対福岡ソフトバンクホークス20回戦（福岡PayPayドーム）、「3番・二塁手」で先発出場 ※史上9人目[118]
- 300二塁打：2023年4月5日、対埼玉西武ライオンズ2回戦（楽天モバイルパーク宮城）、8回裏に平井克典から右二塁打 ※史上76人目[119]
- 1000打点：2023年4月18日、対オリックス・バファローズ3回戦（京セラドーム大阪）、9回表に近藤大亮から中越ソロ ※史上48人目[120]
- 3000塁打：2023年8月18日、対千葉ロッテマリーンズ17回戦（楽天モバイルパーク宮城）、9回裏に益田直也から右前安打 ※史上62人目[121]
- 1000得点：2024年7月28日、対千葉ロッテマリーンズ16回戦（楽天モバイルパーク宮城）、6回裏に記録 ※史上48人目[122]
- 300本塁打：2025年4月22日、対北海道日本ハムファイターズ4回戦（エスコンフィールドHOKKAIDO）、8回表に杉浦稔大から右越ソロ ※史上47人目[123]
- 2000安打：2025年5月24日、対北海道日本ハムファイターズ10回戦（楽天モバイルパーク宮城）、1回裏に山﨑福也から右前適時打 ※史上56人目、平成生まれ初、大阪桐蔭高校卒業生では初めての名球会資格者[68]
- 2000試合出場：2025年6月5日、対横浜DeNAベイスターズ3回戦（ヨーク開成山スタジアム）、「3番・一塁手」で先発出場※史上57人目、平成生まれ初、史上7位の最年少記録[124]

その他の記録
- 全打順本塁打：2015年9月22日、対オリックス・バファローズ22回戦（西武プリンスドーム）、5番で先発出場、5回裏に山田修義から左越3ランを放ち達成 ※史上10人目[125]
- 全球団から本塁打：2019年6月14日、対広島東洋カープ1回戦（楽天生命パーク宮城）、2回裏に床田寛樹から右越ソロ ※史上36人目[126]
- 全打順本塁打と全球団から本塁打を両方達成 ※史上2人目[126]
- 1346試合連続出場：2015年8月8日、対オリックス・バファローズ17回戦（京セラドーム大阪）- 2025年5月18日、対福岡ソフトバンクホークス9回戦（みずほPayPayドーム福岡）※歴代4位、パ・リーグ史上最長[67]
- シーズン全試合出場：10回（2013年、2016年 - 2024年）※歴代5位、パ・リーグ史上最多（2024年度シーズン終了時）[127][128]
- 1イニング5打点：2020年6月27日、対北海道日本ハムファイターズ5回戦（楽天生命パーク宮城）、5回裏に玉井大翔から左越3ランと右越2点二塁打 ※楽天球団記録[129]
- 1試合7打点：3回
  - 1回目：2017年5月12日、対オリックス・バファローズ6回戦（ほっともっとフィールド神戸）、1回表に西勇輝から右犠飛、3回表に西勇輝から中前2点適時打、5回表に西勇輝から左越3ラン、8回表に赤間謙から遊ゴロの間[130][131]
  - 2回目：2020年6月27日、対北海道日本ハムファイターズ5回戦（楽天生命パーク宮城）、5回裏に玉井大翔から左越3ランと右越2点二塁打、8回に鈴木健矢から右中間2点二塁打 ※楽天球団タイ記録[129]、複数球団で記録するのは2010年の相川亮二以来[132]
  - 3回目：2020年9月22日、対千葉ロッテマリーンズ16回戦（楽天生命パーク宮城）、4回裏に石川歩から右越ソロ本塁打、5回裏に石川歩から左越2点本塁打、7回裏に東條大樹から右越適時打、8回裏に山本大貴から左越3点本塁打 ※楽天球団タイ記録[133]
- オールスターゲーム出場：8回（2013年、2014年、2015年、2016年、2017年、2018年、2019年、2022年）※2021年も選出されていたが、体調不良により欠場[44]。

### 背番号
- 32（2009年[7] - 2016年）
- 3（2017年[25][35] - ）

### 代表歴
- 2019 WBSCプレミア12 日本代表
- 2020年オリンピック野球日本代表

## 関連情報

### 書籍
- 浅村栄斗 埼玉西武ライオンズ（スポーツアルバム）（ベースボール・マガジン社） 2014年5月 ISBN 978-4583621258

### 登場曲「やんちゃ坊主」
硬式野球を始めた大阪都島ボーイズの先輩でコーチをしていたシンガーソングライターの強が浅村との出会いを基に2015年に制作。完成した楽曲のミュージックビデオには浅村本人の他に都島ボーイズのチームメイトが出演した。同曲誕生のきっかけは都島ボーイズ時代の浅村の友達から「本人が曲を作ってほしいと言ってる」と強に連絡があり強の思い出の他に浅村の母や兄、ボーイズ仲間への取材で構成された。また、連絡もらったのが2015年シーズン開幕1か月くらい前で、浅村には「出来たらいいなくらいに思っていて」と強は伝えていた。